# Spéléothème

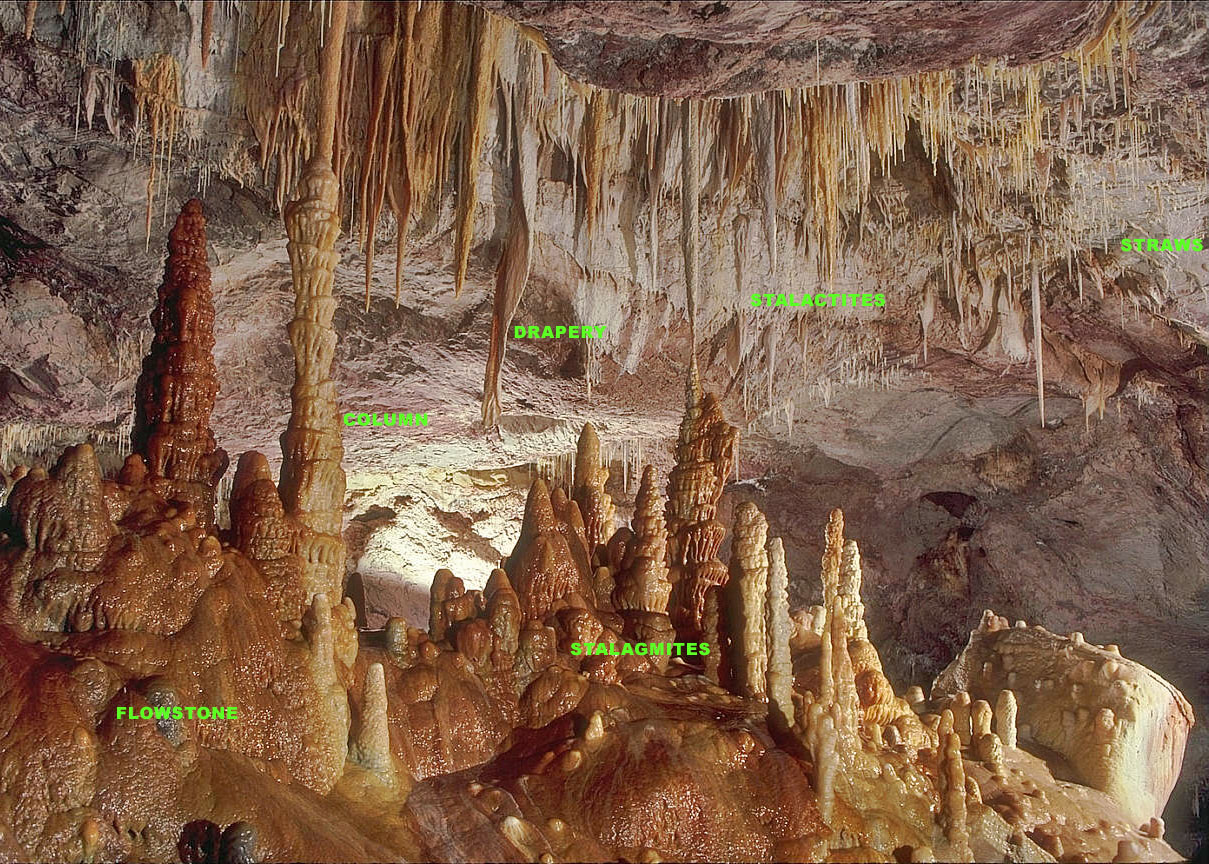
Les six principaux types de spéléothèmes.
Agrandir pour lire les légendes (en anglais).

Les spéléothèmes, appelés plus couramment concrétions, sont des dépôts minéraux précipités dans une cavité naturelle souterraine (grotte, gouffre, etc.). Ils donnent souvent des formes variées qui ont fécondé, par le phénomène de paréidolie, l'imaginaire populaire, d'où leurs microtoponymes locaux.

## Formes de spéléothèmes
Les principaux[réf. souhaitée] spéléothèmes rencontrés en milieu souterrain sont les suivants :

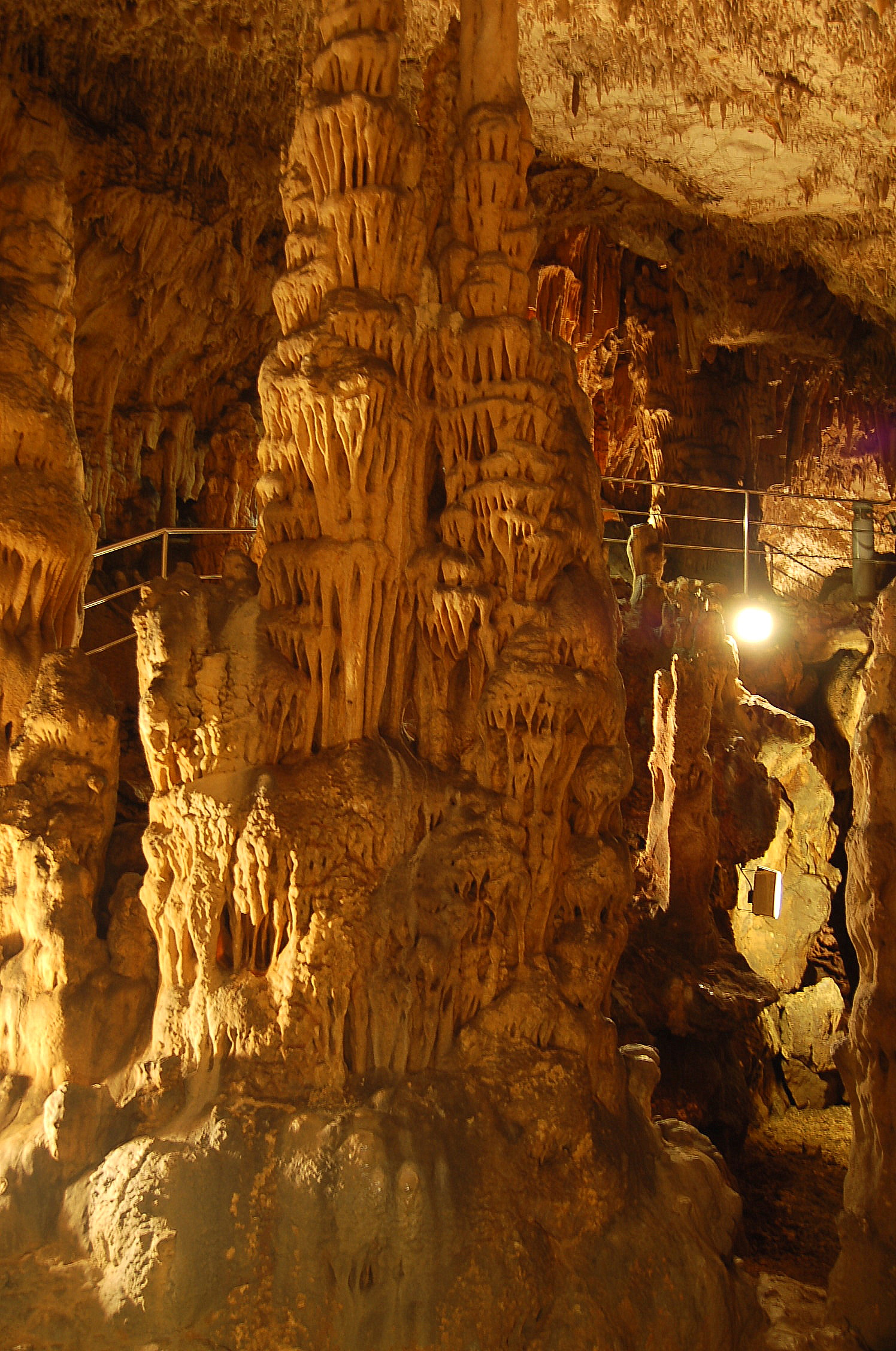
Colonne d'accrétion stalagmitique dans la grotte Biserujka, île de Krk, Croatie.

- Stalactite
- Stalagmite
- Plancher stalagmitique
- Coulée stalagmitique
- Fleurs de gypse
- Hélictite (ou excentrique)
- Perle des cavernes (ou pisolithe)
- Pilier, colonne ou monolithe[2]
- Fistuleuse
- Draperie ou pendeloque[3]
- Pendant[4]
- Triangle
- Disque
- Gour
- Mondmilch
- Baguette de gour
- Poolfinger[5]
- Dent de cochon
- Anneau
- Sabre
- Aragonite
- Lapiaz de voûte
- Méduse
- Racines calcitées

A : stalactite ;
B : fistuleuses ;
C : stalagmite ;
D : stalagmite en pile d'assiettes ;
E : colonne ;
F : draperie ;
G : stalactites en draperie ;
H : hélictites ;
I : mondmilch ;
J : margelle de gour ;
K : cristaux de calcite ;
L : cascade de gours ;
M : karst ;
N : lac, gour ;
O : disque ;
P : cave cloud ;
Q : perles des cavernes ;
R : Cône ;
S : trottoir ;
T : méduse ;
U : bottlebrush stalactite ;
V : antistalagmite ;
W : plancher suspendu ;
X : trays ;
Y : calcite flottante ;
Z : coralloïdes ;
AA : frostwork ;
AB : coulée ;
AC : stalagmite en pile d'assiettes ;
AD : speleoseismite ;
AE : Filonnet de calcite en relief ;
AF : stalactite courbe ;
AG : stalactites brisées.

Ces spéléothèmes sont généralement constitués de carbonate de calcium (calcite, aragonite) ou de sulfate de calcium (gypse) transportés en solution dans les eaux de percolation. Au contact de l'air plus chaud d'une cavité, la solution, pendant qu'elle ruisselle ou gicle (alors éventuellement transportée en aérosol), peut précipiter par l'effet de l'évaporation de l'eau et/ou de la décharge du CO2.
La vitesse de concrétionnement dépend principalement de la quantité de dioxyde de carbone (CO2) dans la solution, de la température et de l'hygrométrie. La forme et la nature de l'accumulation des précipités, qui peut prendre des dizaines de milliers d'années, détermine le type de spéléothème (cf. supra).

## Datation des spéléothèmes et paléoclimatologie
La calcite conserve en mémoire les caractères isotopiques de l'eau de percolation et peut ainsi être utilisée comme élément de datation et comme indicateur de paléoclimat. Les concrétions stalagmitiques donnent les meilleurs résultats.
Le principe de la datation uranium-thorium repose sur la différence de solubilité dans les eaux naturelles entre l'uranium (soluble) et le thorium (très peu soluble). Au moment de sa précipitation, la calcite (ou l'aragonite) formant les spéléothèmes ne contient en principe pas de thorium. Le thorium 230 (230Th) s'accumule au cours du temps par désintégration de l'uranium 234 (234U), lui-même en équilibre séculaire avec l'uranium 238 (238U), principal isotope naturel de l'uranium. Le rapport isotopique 230Th/234U (donc aussi le rapport élémentaire Th/U) augmente au cours du temps, en pratique proportionnellement au temps pour des durées faibles devant la période du thorium 230 (75 000 ans) : le rapport Th/U mesuré dans le spéléothème peut être traduit en l'âge de la concrétion, et cette méthode est utilisable jusqu'à des âges de l'ordre d'une dizaine de fois la période du thorium 230 (au-delà le rapport 230Th/234U ne se distingue plus de l'équilibre séculaire).
Les rapports isotopiques de l'oxygène (18O/16O) et du carbone (13C/12C) dans les stalagmites, qui restent constants au cours du temps dans la concrétion (parce qu'ils n'impliquent que des isotopes stables et qu'il n'y a pas d'échanges chimiques ni isotopiques avec l'extérieur), donnent une indication sur les conditions climatiques contemporaines des eaux de précipitations qui ont percolé et donné naissance à la concrétion.
Par ailleurs, certains spéléothèmes ont intégré du pollen, qui caractérise la végétation contemporaine de la concrétion (palynologie).
L'ensemble de ces données renseigne sur les fluctuations climatiques et environnementales pendant toute la période où les stalagmites et les stalactites se sont formées.

## Classification des spéléothèmes

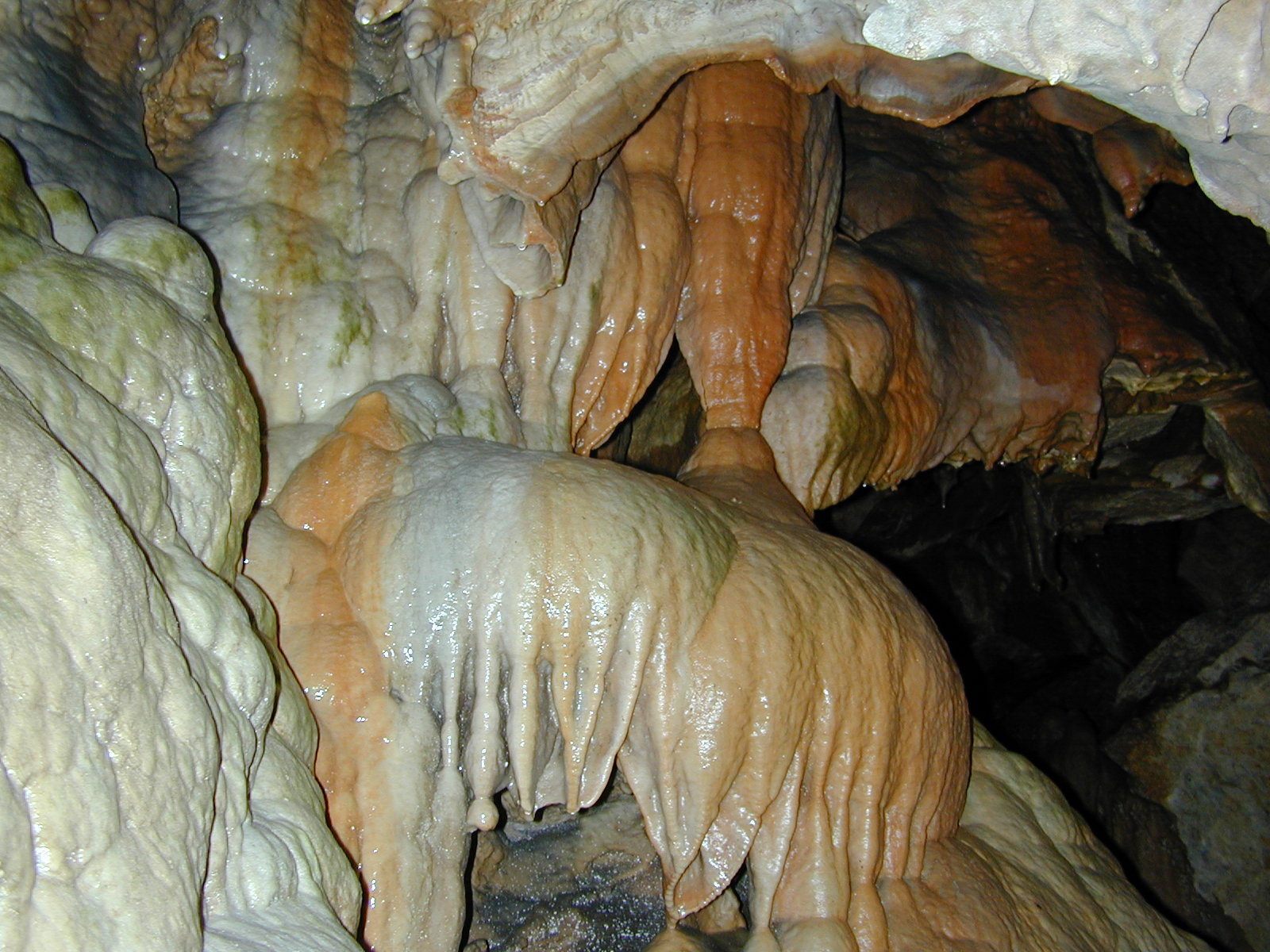
Sous l'impact des projecteurs éclairant les grottes, les spéléothèmes peuvent être attaqués par des algues vertes qui prolifèrent, donnant une teinte verte à la gauche des parois dans ce gouffre.

La classification des spéléothèmes selon leur mode de formation détermine six grandes catégories, chacune caractérisée par une « force dominante » : la pesanteur (fistuleuses, stalactites, stalagmites et colonnes, draperies en pente moyenne, coulées ou planchers stalagmitiques en pente plus forte, bords de gours, perle des cavernes) ; les forces de cristallisation (calcite flottante) ; eau sous pression (disques de colonnes) ; remplissages (concrétionnés ou détritiques. les antistalagmites se forment ainsi sur un sol argileux par le creusement d'un cylindre dû à l'impact de gouttes d'eau) ; rôle de la matière organique (action des bactéries dans les phénomènes de complexation de la calcite) ; polyphasage (synchrone comme dans les hélictites, ou différé).

## Spéléothèmes remarquables

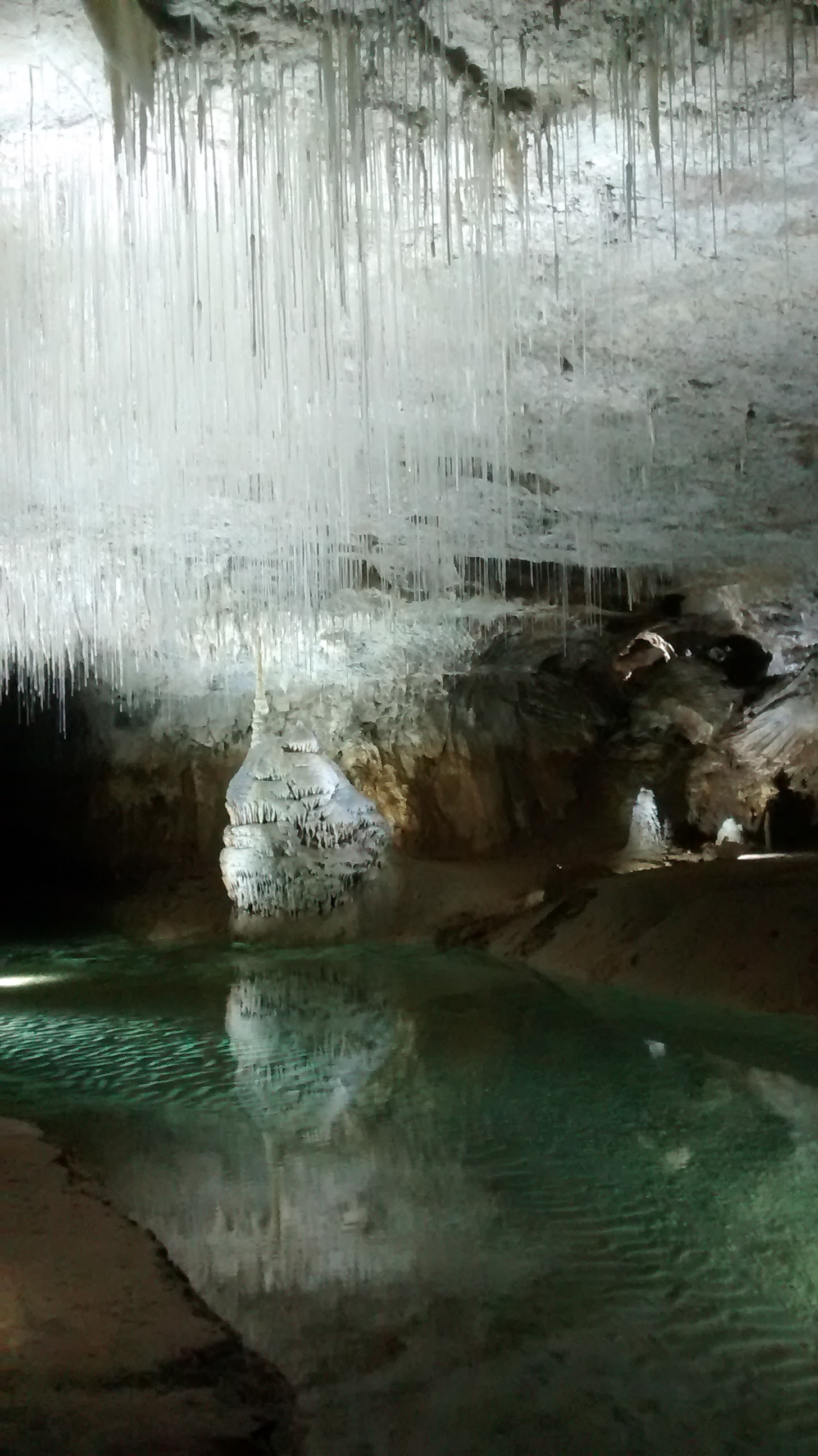
Pluie de stalactites fistuleuses, grotte de Choranche (Isère).

La présence de spéléothèmes participe à l'attrait touristique des cavités souterraines. Certains spéléothèmes ou groupes de spéléothèmes reçoivent des noms évocateurs qui sont associés aux cavités qui les hébergent, tels que :
- les « cent mille soldats » et le « grand papillon » de la grotte de Trabuc (Gard)
- la « pomme de pin », la « tour de Pise », le « buffet d'orgues » et la « langue de dragon »  de l'aven d'Orgnac (Ardèche et Gard)
- le « brocoli » et la « pile d'assiettes » de l'aven Armand (Lozère)
- le « cimetière » de la grotte de Clamouse (Hérault)
- la « Vierge à l'enfant » de la grotte des Demoiselles (Hérault)
- la « Victoire de Samothrace » et la « Vierge à l'enfant » de la grotte du Grand Roc
- la « Statue » de la grotte de Lastournelle (Lot-et-Garonne)
- le « perroquet » des grottes de Maxange (Dordogne)
- les « cierges » des grottes de Presque (Lot)
- la « méduse » du gouffre de Proumeyssac (Dordogne)
- la « statue de la Vierge » de la grotte de l'Abîme, en Belgique
- la "Grande Pendeloque" du Gouffre de Padirac (Lot)

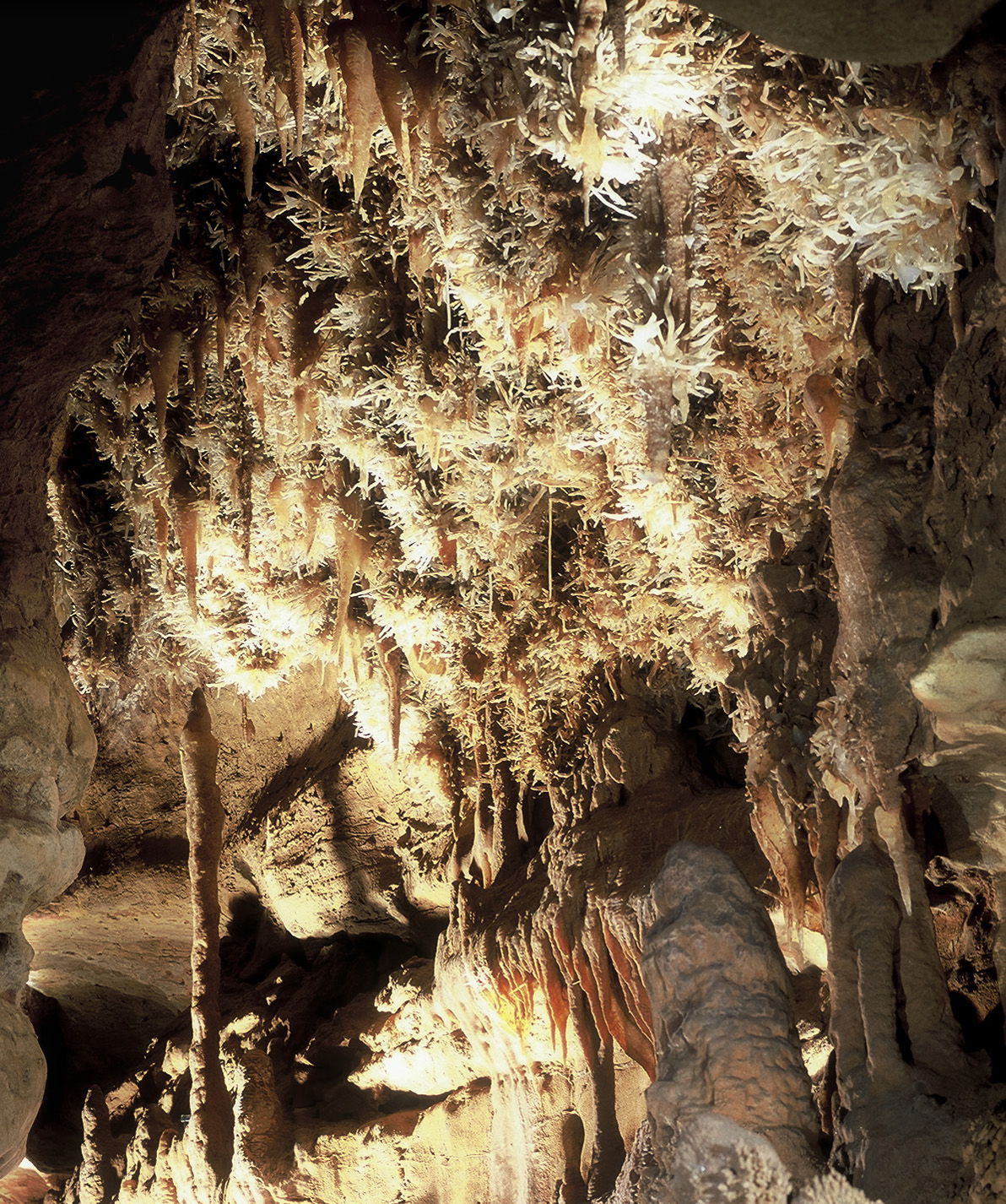
Excentriques, Maxange.
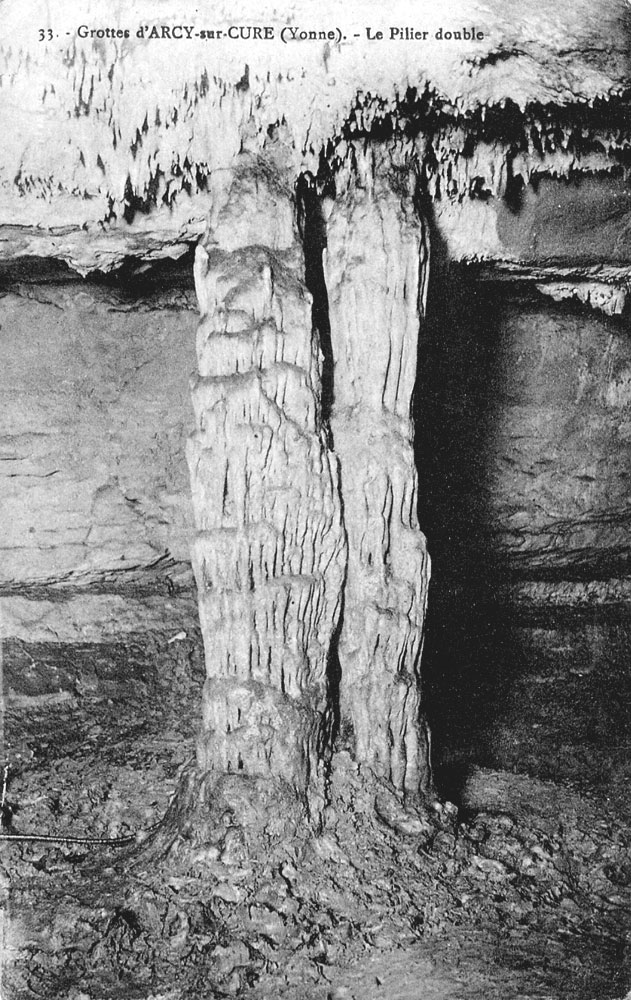
Le Pilier double, Arcy.
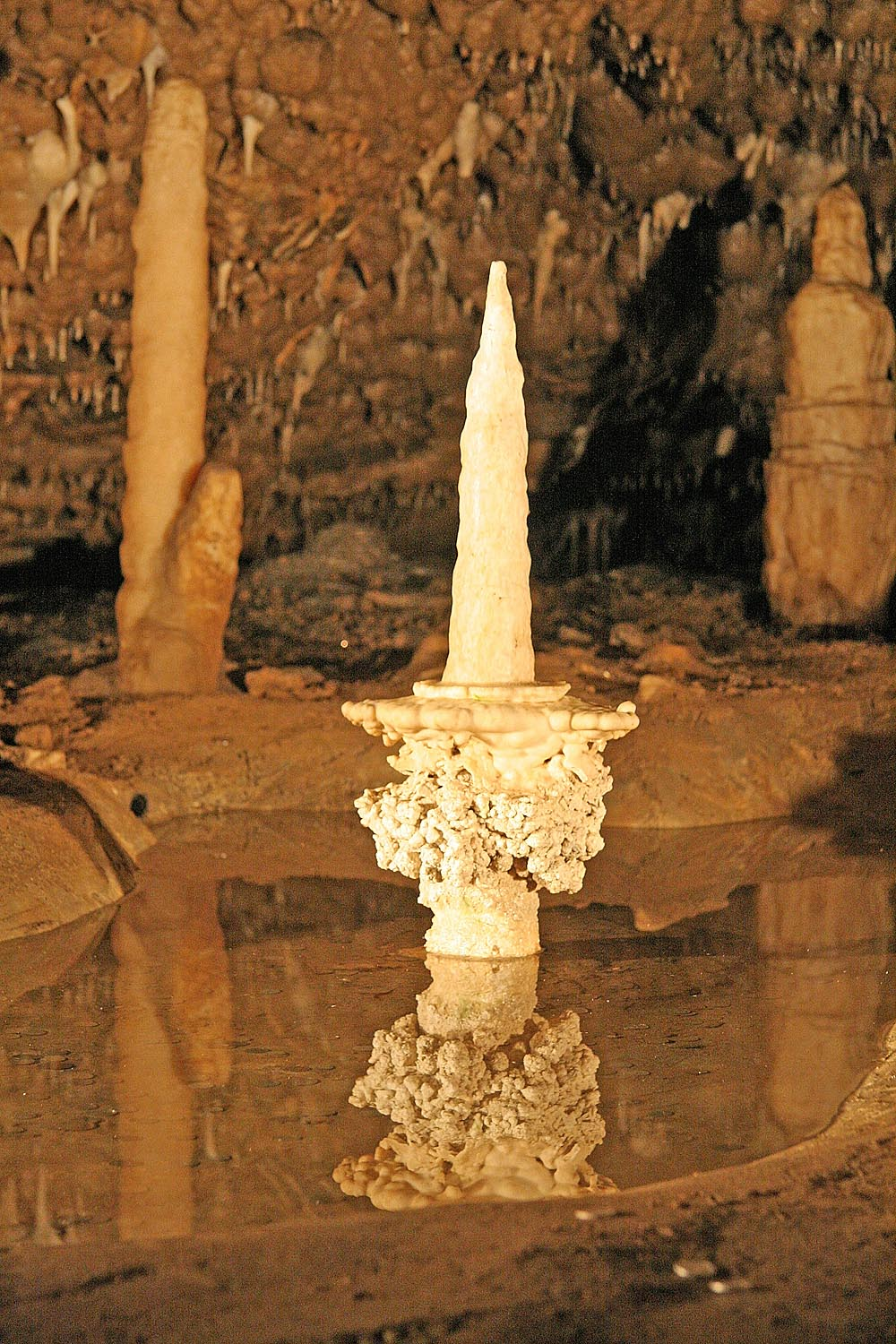
Cierge, grotte de Sloup, rép. tchèque.
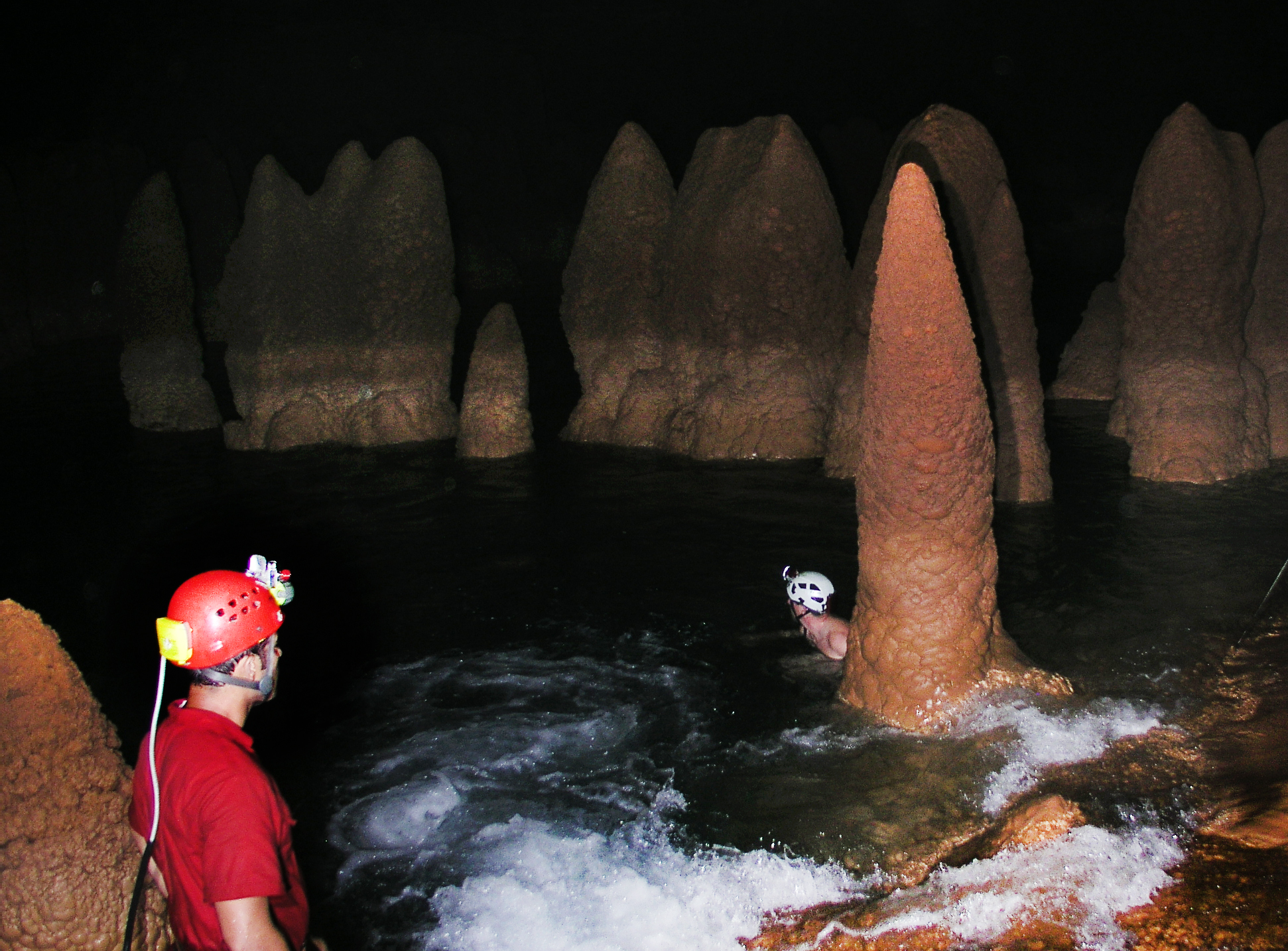
Cônes dans la Garganta do Bacupari, Sao Desiderio, Bahia, Brésil.
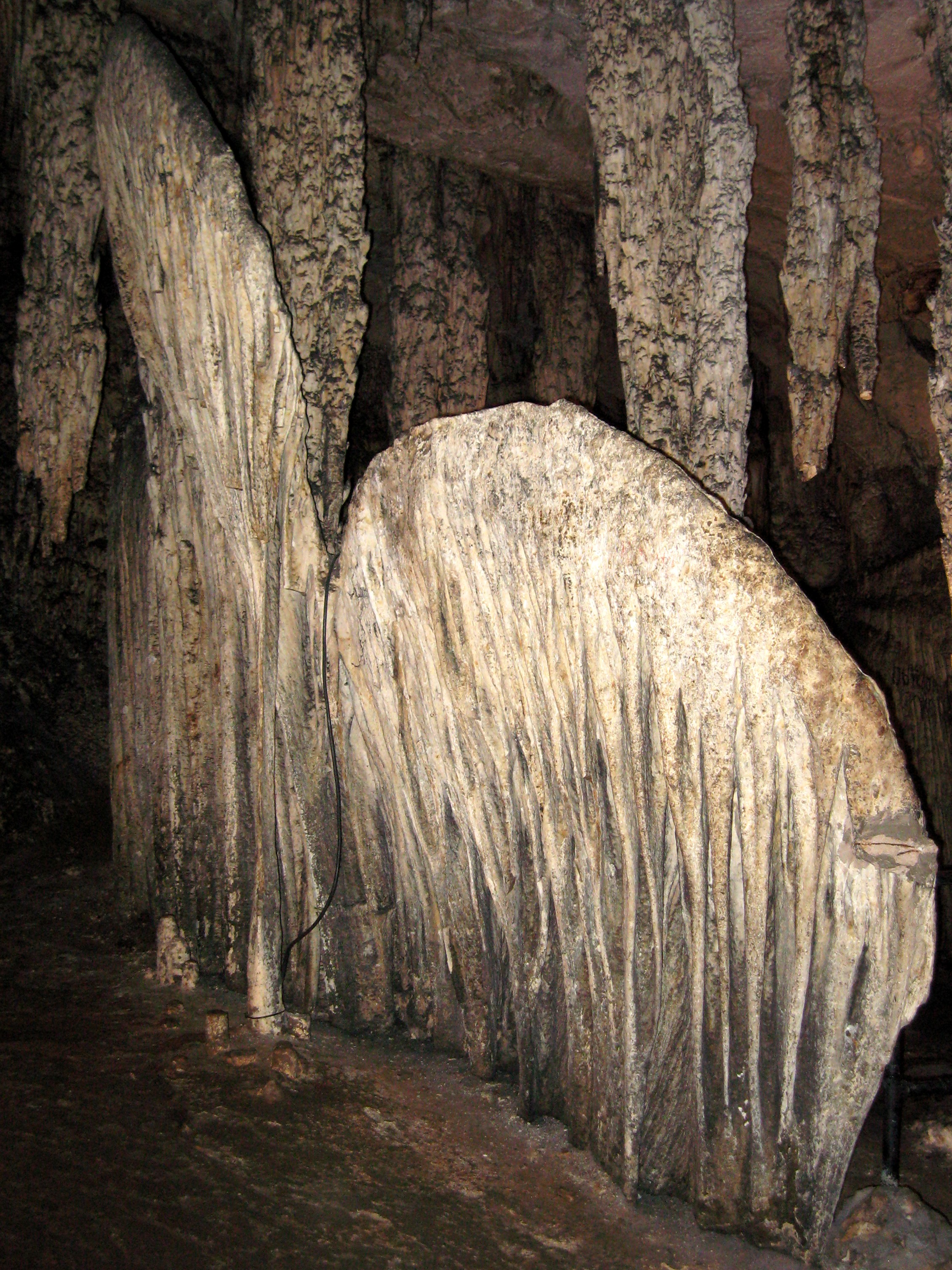
Disque des grottes d'Artà (ca), Majorque.
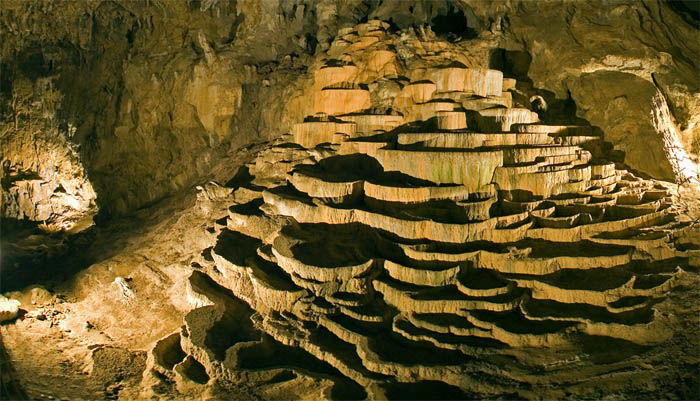
Grottes de Škocjan, Slovénie.

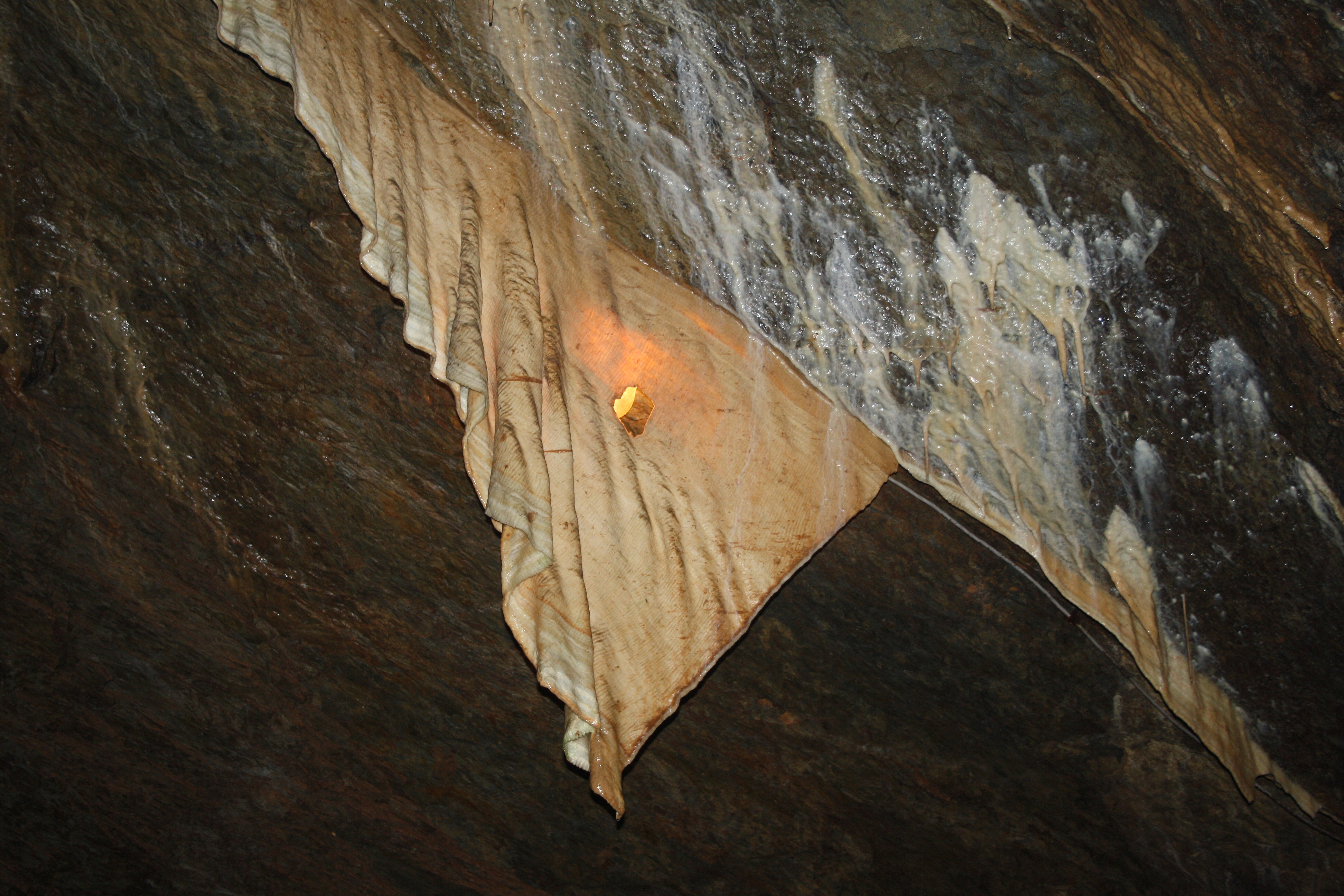
Draperie, grotte du Dragon, Syrau, Allemagne.
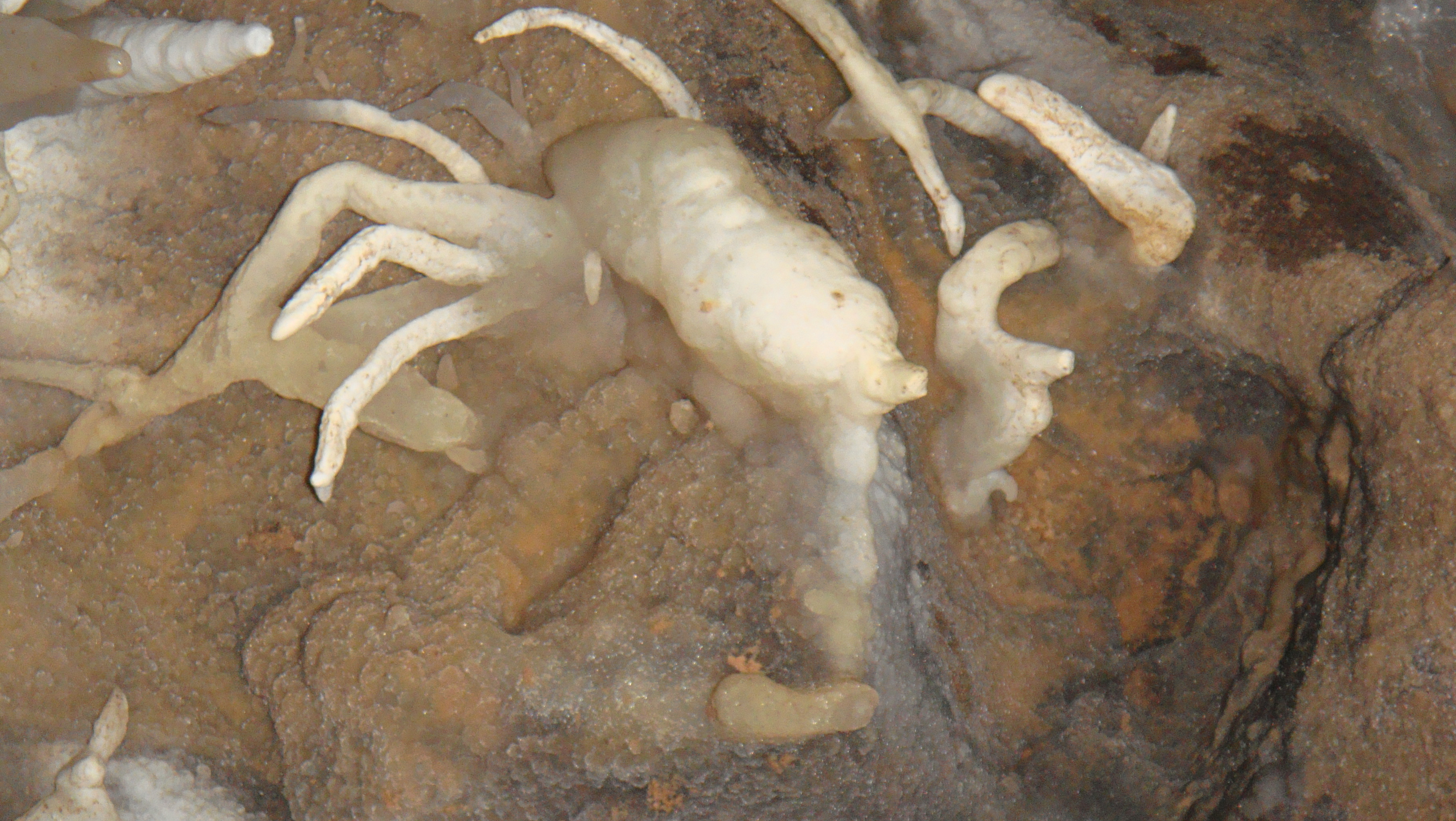
Excentriques, la Vallina, Llanes, Asturies.
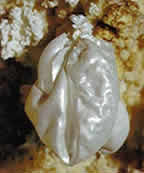
« Ballon » d'hydromagnésite, , Jewel Cave National Monument, Dakota du Sud.
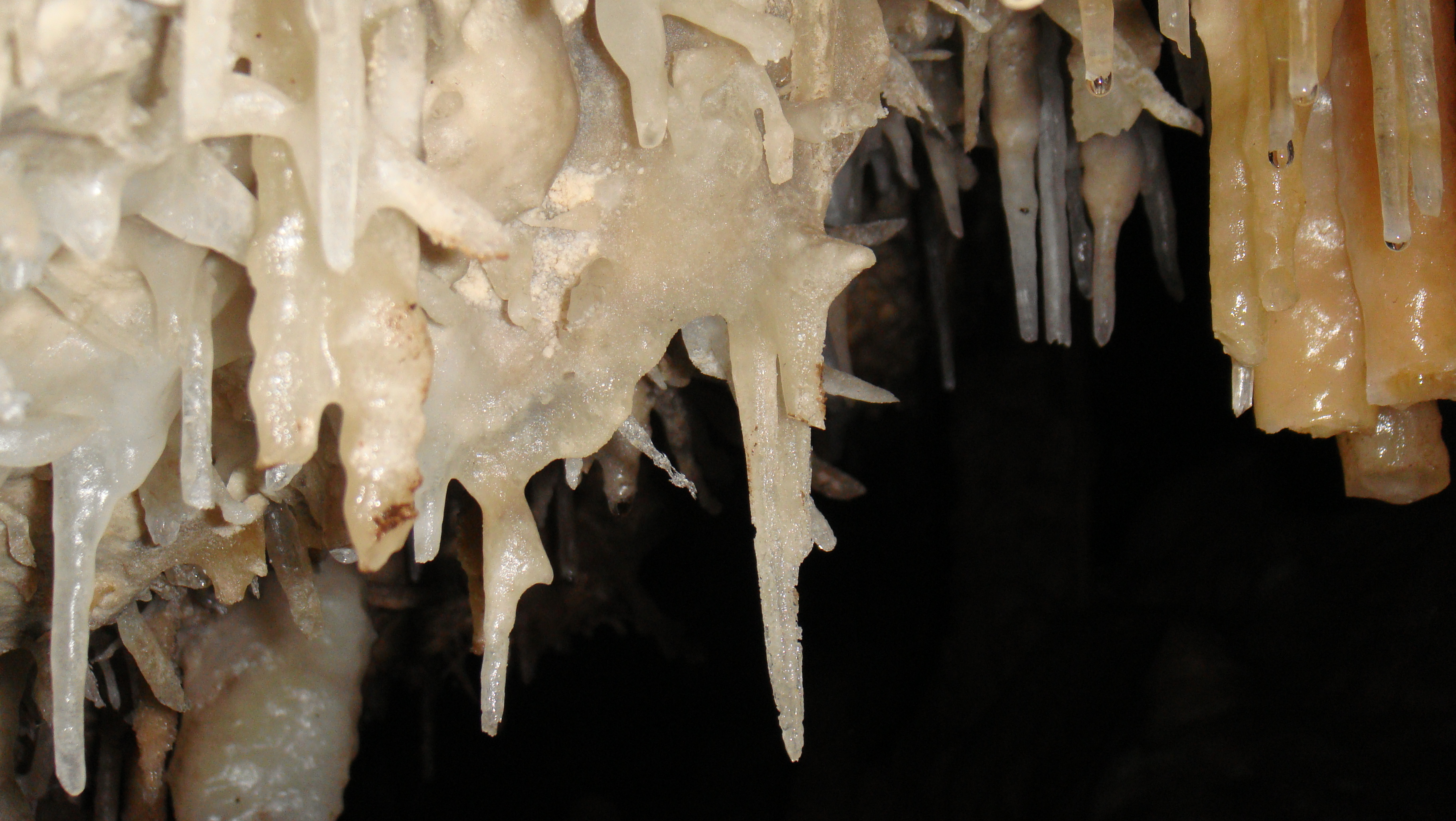
Excentriques, la Vallina, Llanes, Asturies.